# 聖大衛區 (聖文森及格瑞那丁)
聖大衛區（英語：Saint David Parish）是聖文森及格瑞那丁的一個行政教區，首府在沙托布萊爾。聖大衛區面積80 km²，人口在2000年約6,700 人。

## 聚居地
以下是位於聖大衛區的聚居地：
- 沙托布萊爾（13°17′18″N 61°14′25″W / 13.28833°N 61.24028°W)[2]
- Richmond（13°18′N 61°13′W / 13.300°N 61.217°W)
- Richmond Vale（13°17′41″N 61°14′02″W / 13.29472°N 61.23389°W)[3]
- 罗斯班克（13°17′05″N 61°15′13″W / 13.28472°N 61.25361°W）[4]
- 羅斯霍爾（13°16′13″N 61°14′25″W / 13.27028°N 61.24028°W)[5]
- Troumaka（英语：Troumaka）（13°16′54″N 61°15′25″W / 13.28167°N 61.25694°W)[6]
- Wallibou（13°19′N 61°13′W / 13.317°N 61.217°W)

1. ↑  . 美國國家地理空間情報局.   [2 March 2013]. （原始内容存档于2017-03-18）.
2. ↑  . Wikimapia.   [3 March 2013]. （原始内容存档于2018-08-25）.
3. ↑  . Wikimapia.   [3 March 2013]. （原始内容存档于2019-06-06）.
4. ↑  . Wikimapia.   [3 March 2013]. （原始内容存档于2021-05-08）.
5. ↑  . Wikimapia.   [3 March 2013]. （原始内容存档于2019-06-03）.
6. ↑  . Wikimapia.   [3 March 2013]. （原始内容存档于2019-06-08）.